# Alfonso Gatto
Alfonso Gatto, född 17 juli 1909 i Salerno, död 1976, var en poet, skådespelare, författare, konstkritiker, målare och tidningsredaktör. Han är känd för roller i Matteusevangeliet 1964, Teorema 1968, Utsökta lik 1967 och Caro Michele 1976.
Alfonso Gatto dog i en bilolycka 8 mars 1976, i Orbetello i Toscana.

## Filmografi
- 1946 – Il Sole sorge ancora
- 1964 – Matteusevangeliet
- 1968 – Teorema
- 1976 – Utsökta lik
- 1976 – Caro Michele

## Priser och utmärkelser
- Baguttapriset 1955